# Războiul țărănesc condus de Gheorghe Doja

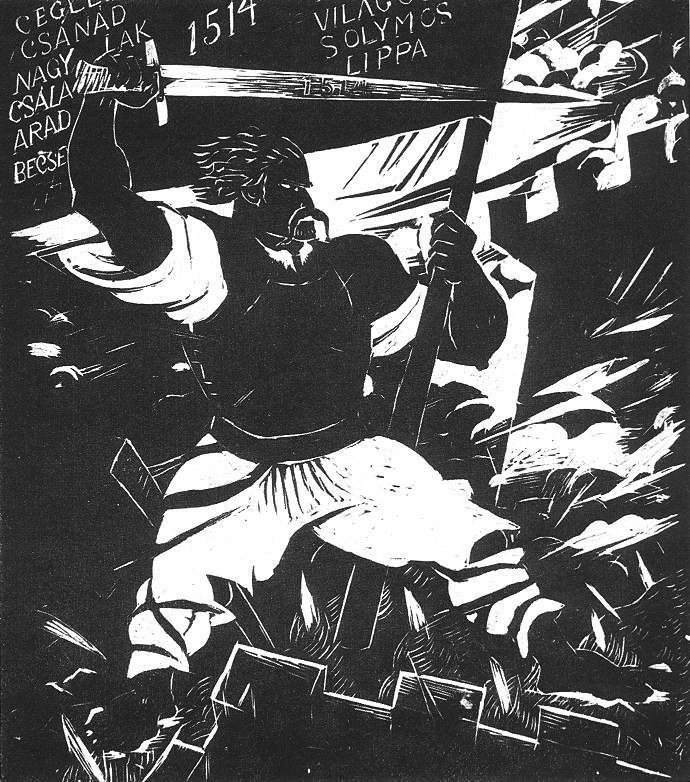
Xilogravură de Gyula Derkovits

Războiul țărănesc condus de Gheorghe Doja (9 aprilie - 15 iulie 1514) a fost una dintre cele mai mari răscoale din istoria teritoriului de azi al României. Datorită amplorii, a programului și a consecințelor sale, răscoala este considerată a fi fost un adevărat război țărănesc. Se încadrează în frământările și răscoalele țărănești europene, cu aceleași caracteristici antifeudale, dar cu un program influențat de situația locală.

## Cauze
După răscoala țărănească din 1437, nobilimea victorioasă a continuat procesul de feudalizare. Cauzele răscoalei rezultă din împotrivirea țăranilor față de tendințele de îmbogățire accentuată a nobilimii prin creșterea obligațiilor la prestațiile în muncă și dările în produse și bani. Datorită dezvoltării circulației mărfurilor și a economiei monetare, nobilul sporește îndatoririle feudale obligând iobagii la mai multe sarcini și dări. Nobilimea a lezat totodată și drepturi ale țărănimii libere și s-a opus dreptului de strămutare a țărănimii iobage. La începutul secolului al XVI-lea, în plină epocă de expansiune teritorială accelerată a Imperiului Otoman, crește nemulțumirea țăranilor față de opresiunea feudală. Țărănimii i se alătură plebea din orașe, nemulțumită de exploatarea la care este supusă de patriciat. Li se alătură și lucrătorii de la minele de sare.

## Începutul răscoalei

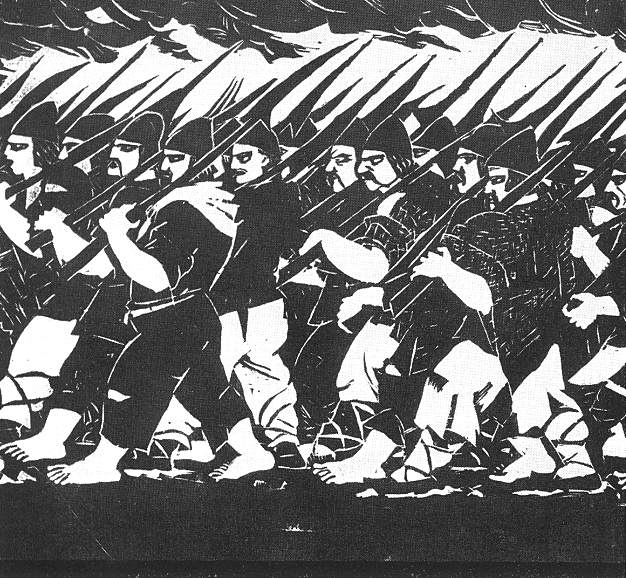
Xilogravură de Gyula Derkovits

Răscoala izbucnește ca urmare a unui pretext, oferit de recrutarea pentru o cruciadă antiotomană de la începutul anului 1514, în curs de organizare în baza unui apel făcut de Papa Leon al X-lea. Datorită promisiunilor de eliberare de iobăgie a țăranilor participanți la cruciadă, în tabăra de la Buda se adună zeci de mii de țărani sub conducerea unor oameni care ulterior devin conducătorii răscoalei antifeudale. Printre ei se află și micul nobil secui Gheorghe Doja (György Dózsa) cu fratele său Grigore Doja (Gergely Dózsa) și Laurențiu Meszaroș (Lörinc Mészáros). 
În fața acestei situații, nobilii se opun plecării masive a țăranilor de pe domeniile lor și au stârnit nemulțumirea țărănimii prin măsuri restrictive și opresive. Din această cauză țărănimea adunată la Buda refuză să plece în cruciada contra turcilor și se răscoală.

## Desfășurare. Programul răscoalei

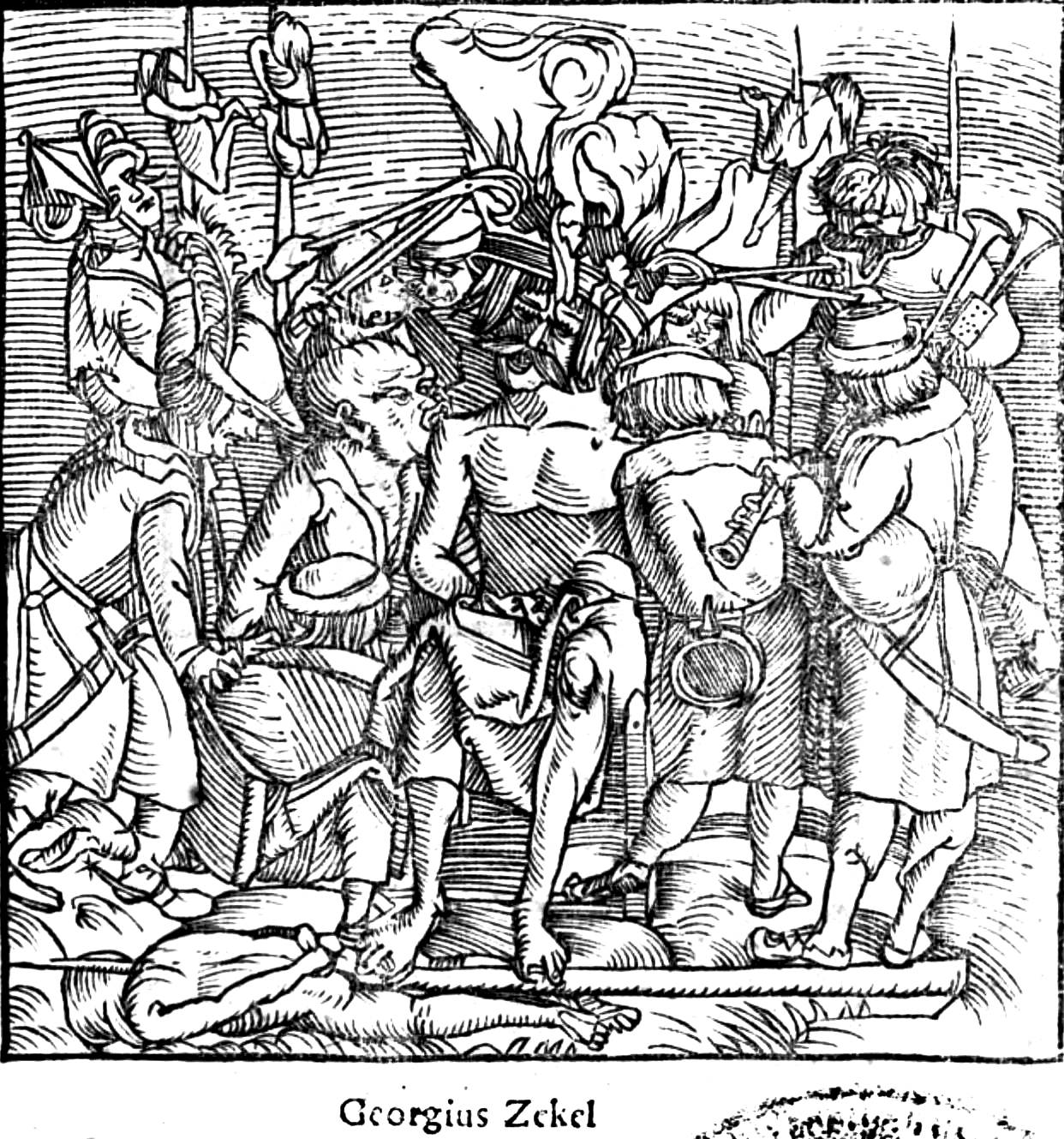
Execuţia lui Gheorghe Doja

Țăranii, împărțiți în mai multe cete, se răspândesc în câteva direcții. La Țegled (Cegléd) fac popas, se organizează și își finalizează platforma-program. Țăranii își exprimă nemulțumirea împotriva asupririi feudale, Doja cerându-le să distrugă nobilimea blestemată și necredincioasă. Ei se răscoală împotriva dijmei, a robotei și a tuturor sarcinilor feudale. Programul răscoalei cuprindea ideea recuceririi cu armele a libertăților desființate de nobilime. 
Oastea țărănească condusă de Laurențiu Meszaroș înaintează în Transilvania de nord, cea condusă de Grigore Doja în sud, iar grupul principal de oaste, condus de Gheorghe Doja, înaintează pe valea Crișului Alb. În regiunea Aradului i se alătură țărani români și maghiari. 
Principala direcție a răsculaților au fost Timișoara și Cenadul, localitățile de reședință ale episcopului Nicolae Csáki (Nicolaus de Csák), principalul adversar al înarmării țăranilor în vederea cruciadei. Oastea cucerește târguri și cetăți de pe Mureș. Se alătură și lucrătorii de la ocnele de sare, orășenimea și mica nobilime. Răscoala atinge apogeul cuprinzând tot teritoriul. Înăbușirea ei a fost înlesnită însă de dispersarea oștilor răsculaților. Pe toiul răscoalei s-au mai afirmat ca puternici adversari ai răsculaților voievodul transilvan Ioan Zapolya, episcopul romano-catolic al Transilvaniei Francisc Várday (Ferenc Várday) și juristul István Werbőczy.
Armatele țărănești sub comanda lui Gheorghe Doja au fost inițial victorioase la Cenad și Nădlac, unde răsculații l-au capturat pe episcopul Csáki și l-au ucis. Șpanul (sau ișpanul, jupanul) Báthory a reușit să fugă și să-l cheme în ajutor pe voievodul Transilvaniei, Ioan Zápolya.
A urmat atacul nereușit din 15 iulie 1514 al armatei țărănești asupra Cetății Timișoara, unde se refugiase marea nobilime, și apoi, la porunca lui Ioan Zápolya, Gheorghe Doja a fost prins, torturat în mod barbar și executat prin așezare pe un „tron” încins în foc (20 iulie 1514). Un rol important în ultima fază a răscoalei l-a jucat intervenția armatei regale ungare contra țăranilor.

## Urmări
Dieta din 1514, chemată să hotărască apărarea antiotomană, s-a ocupat de răscoală. Din cele 71 de articole promulgate, doar două prevedeau apărarea împotriva pericolului otoman. Aceste legiuiri, codificate de Ștefan Werbőczy în lucrarea sa Tripartitum din 1517, aveau un profund caracter antițărănesc. Sarcinile feudale erau riguros formulate, prin autoritatea statului. Din această cauză, Ungaria, mult slăbită de răscoală, a suferit în 1526 o înfrângere zdrobitoare în fața turcilor în Bătălia de la Mohács, după care a urmat o perioadă de 160 de ani de ocupație turcească a unei mari părți a teritoriului Ungariei.